# Clinton (comté de Clinton, New York)
Pour les articles homonymes, voir Clinton.
Clinton est une municipalité (town) américaine de l'État de New York,  située dans le comté de Clinton.

## Géographie
La municipalité s'étend sur 173,8 km2 dans le nord-ouest du comté de Clinton. Elle est limitrophe à l'ouest du comté de Franklin et est bordée par la frontière canadienne au nord,.
Elle comprend les localités de Churubusco, son siège administratif, Clinton Mills et Frontier.
| Hinchinbrooke (Canada) | Franklin (Canada) | Havelock (Canada) |
| Chateaugay             | Clinton           | Mooers            |
|                        | Ellenburg         |                   |

## Histoire
Les premiers habitants s'installent dans la localité de Frontier vers 1820 et la municipalité de Clinton est créée en 1845 par détachement de la partie nord de celle d'Ellenburg.

## Politique et administration
La municipalité est administrée par un superviseur et un conseil de quatre membres élus pour deux ans.